# 笔管胡同
39°54′15″N 116°21′38″E / 39.9040554°N 116.3606599°E
笔管胡同，是位于中国北京市西城区中部的一条胡同。

## 简介
笔管胡同为曲折走向，南起新文化街，向北走一小段便向西折，沿着醇贤亲王府的北墙走，再向北直到西铁匠胡同。全长240米，平均宽5米。清朝始称“笔管胡同”，因为胡同走向直如笔管而得名。后来，胡同南段新建醇贤亲王府，乃将王府北墙及东墙外的道路并入，形成如今的曲折形状。